# Pesa Twist
Pesa Twist — серія низькопідлогових зчленованих трамваїв, що виробляється на заводі Pesa у польському місті Бидгощ. Цей трамвай може бути як в одно-, так і у двохкабінному виконанні і може експлуатуватися у трьох варіантах: вузькоколійному (1000 мм), стандартному (1435 мм) або ширококолійному (1524 мм).
Перше замовлення на трамваї «Twist» зроблене містом Ченстохова, яке придбало 7 однокабінних вагонів зі стандартною колією.
З 2014 трамваї Pesa Twist модифікації Fokstrot (71-414), розроблені разом з російським Уралвагонзаводом, поставляються до Москви.
В 2015 осучаснена версія такого трамваю 71-414K, від якої відмовились у Росії, направлена в Київ для випробувань. Згодом керівництво компанії Pesa домовилось з мером Києва, щоб переправити партію з 40 трамваїв, які були виготовлені для Москви, до Києва. Станом на січень 2022 року у Києві експлуатується 57 вагонів Pesa у трамвайному депо ім. Шевченка (47 трамваїв) та Дарницькому трамвайному депо (10 трамваїв).

## Модифікації
| Тип    | Додаткова назва | Ширина колії | Напруга   | Кількість секцій | Тип осі    | Навантаження на вісь | Довжина  | Ширина | Кількість і потужність двигунів | Швидкість максимальна | Місця для сидіння | Низька підлога |
| ------ | --------------- | ------------ | --------- | ---------------- | ---------- | -------------------- | -------- | ------ | ------------------------------- | --------------------- | ----------------- | -------------- |
| 2010N  |                 | 1435 мм      | 600 В     | 3                | Bo'2'2'Bo' |                      | 32 м     | 2,4 м  | 4 × 105 kW                      | 75 км/год             | 59                | 100 %          |
| 2012N  | Step            | 1435 мм      | 600 В     | 3                |            |                      | 32 м     | 2,4 м  | 4 × 105 kW                      | 70 км/год             | 77                | 73 %           |
| 71-414 | Fokstrot        | 1524 мм      |           | 3                |            | 9,555 т              | 26,255 м | 2,5 м  |                                 | 75 км/год             | 60                | 100 %          |
| 2014N  | Krakowiak       | 1435 мм      | 600 В     | 4                |            |                      | 42,83 м  | 2,4 м  |                                 | 70 км/год             | 102               |                |
| 2010NW |                 | 1435 мм      | 600/750 В | 3                |            |                      | 32 м     | 2,4 м  |                                 | 70 км/год             | 58                | 100 %          |

## Оператори
| Країна  | Місто          | Перевізник       | Тип     | Роки поставки                                                                         | Всього |
| ------- | -------------- | ---------------- | ------- | ------------------------------------------------------------------------------------- | ------ |
| Польща  | Ченстохова     | МПК Ченстохова   | 2010N   | 2012                                                                                  | 7      |
| Польща  | Верхня Сілезія | Трамваї сілезькі | 2012N   | 2013-2014                                                                             | 30     |
| Польща  | Краків         | МПК Краків       | 2014N   | 2015                                                                                  | 36     |
| Польща  | Вроцлав        | МПК Вроцлав      | 2010NW  | 2015                                                                                  | 8      |
| Росія   | Москва         | Мосгортранс      | 71-414  | 2014-2015                                                                             | 70     |
| Україна | Київ           | Київпастранс     | 71-414K | 2015-2022 (2020-2022 для Дарницьке Трамвайне Депо, Київ як PESA 71-414K-2 (Fokstrot)) | 57     |
| Всього: | Всього:        | Всього:          | Всього: | Всього:                                                                               | 201    |

## Галерея

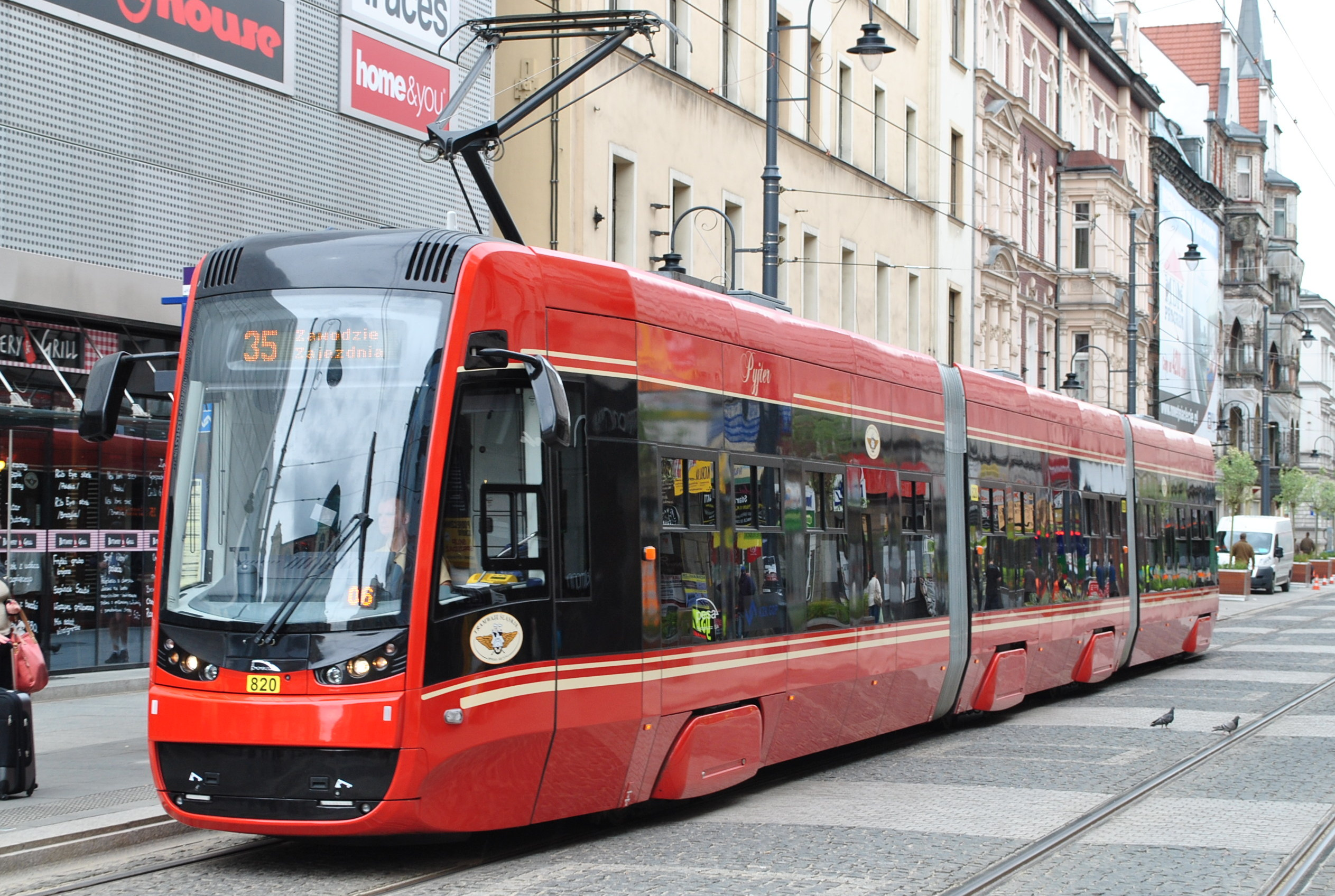
У Катовіцах
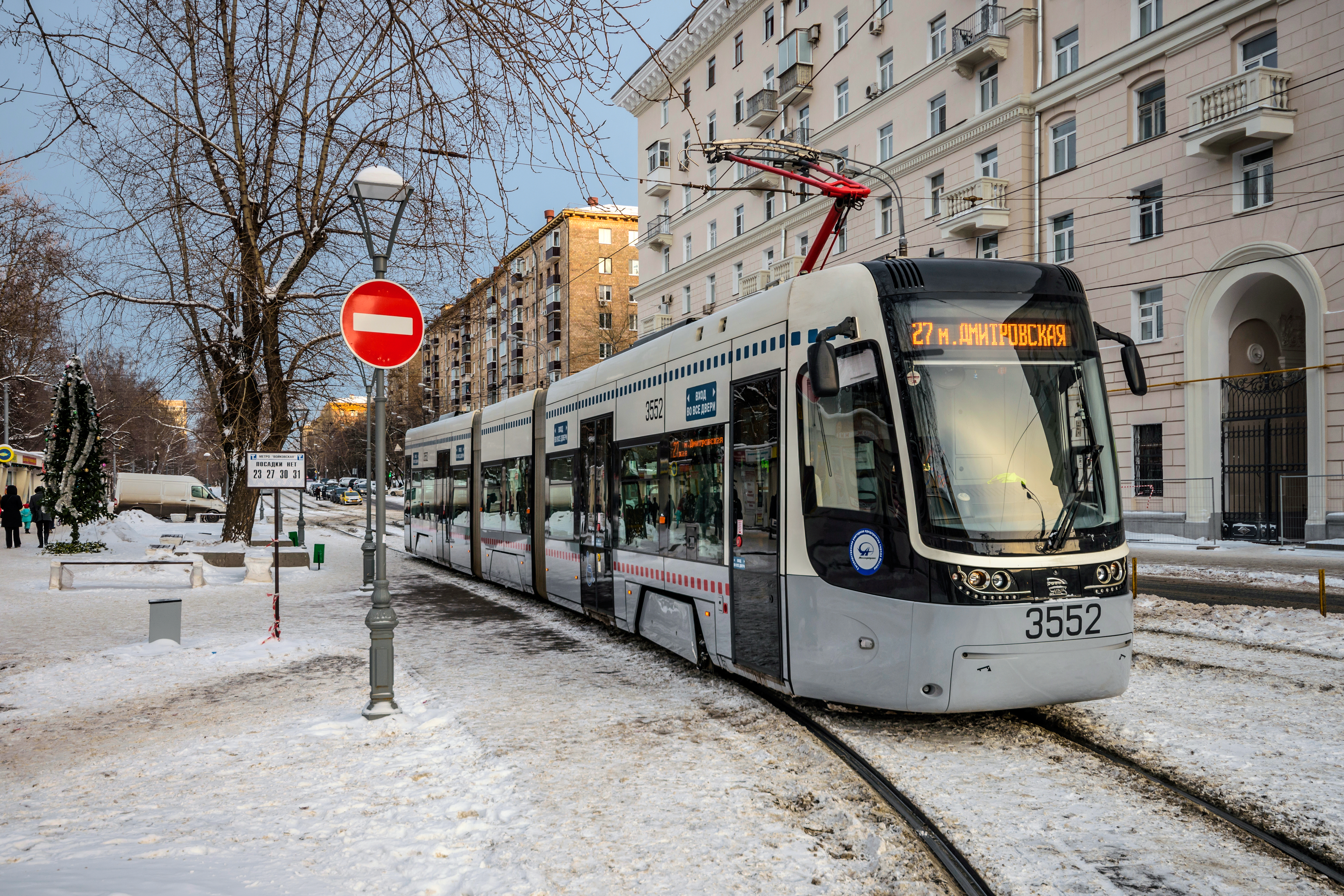
PESA 71-414 Fokstrot в Москві
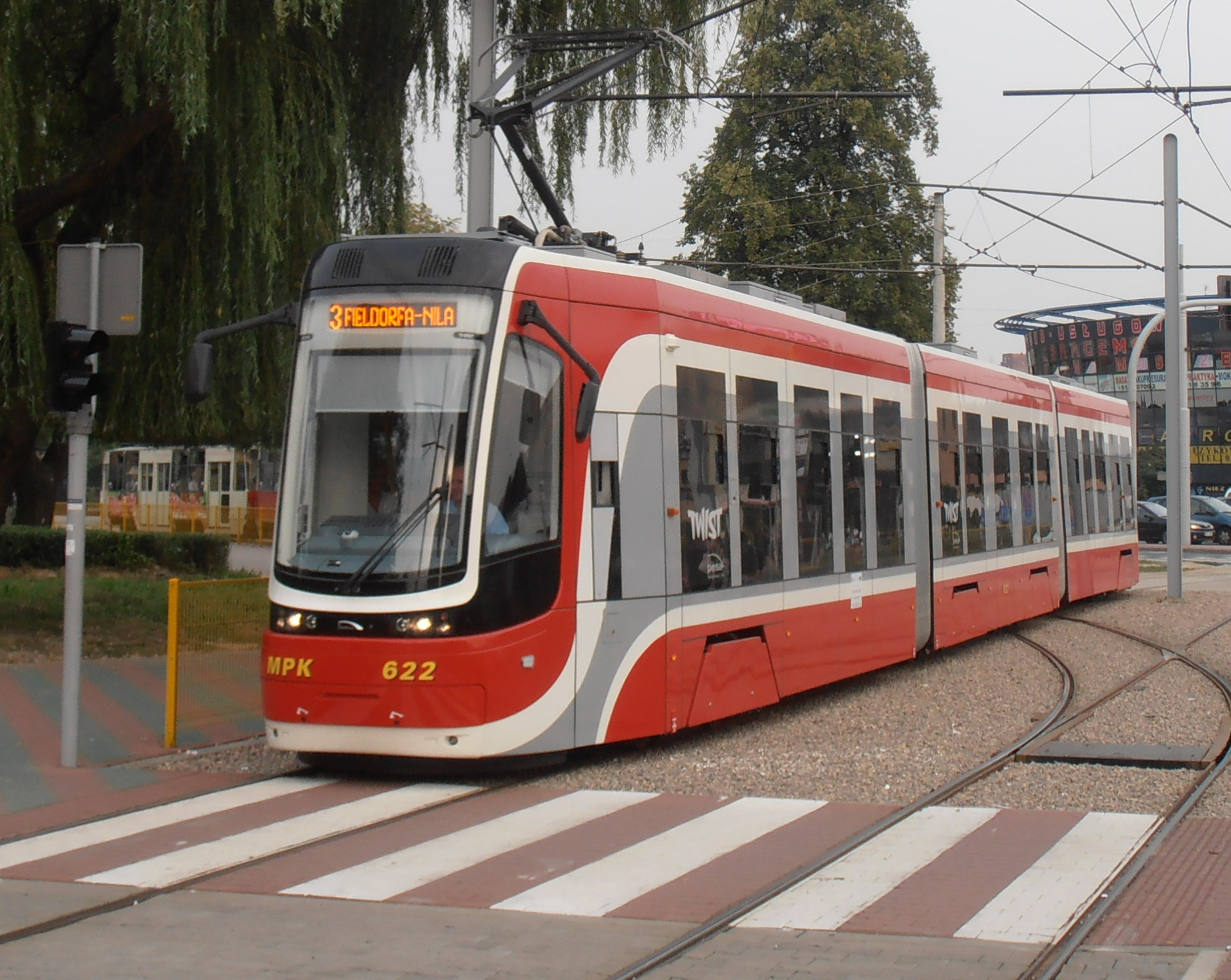
У Ченстохові, проспект Незалежності
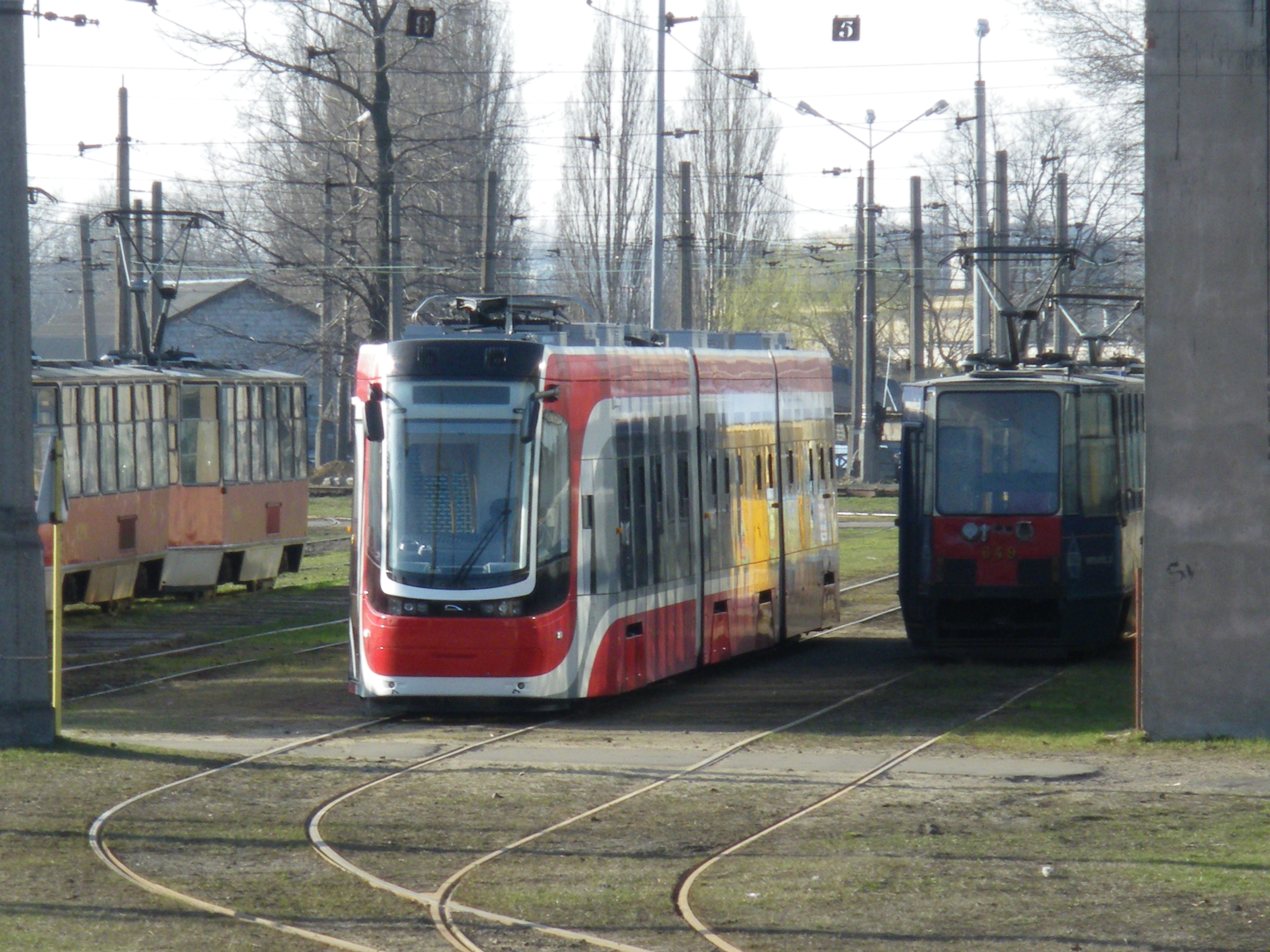
У Ченстохові
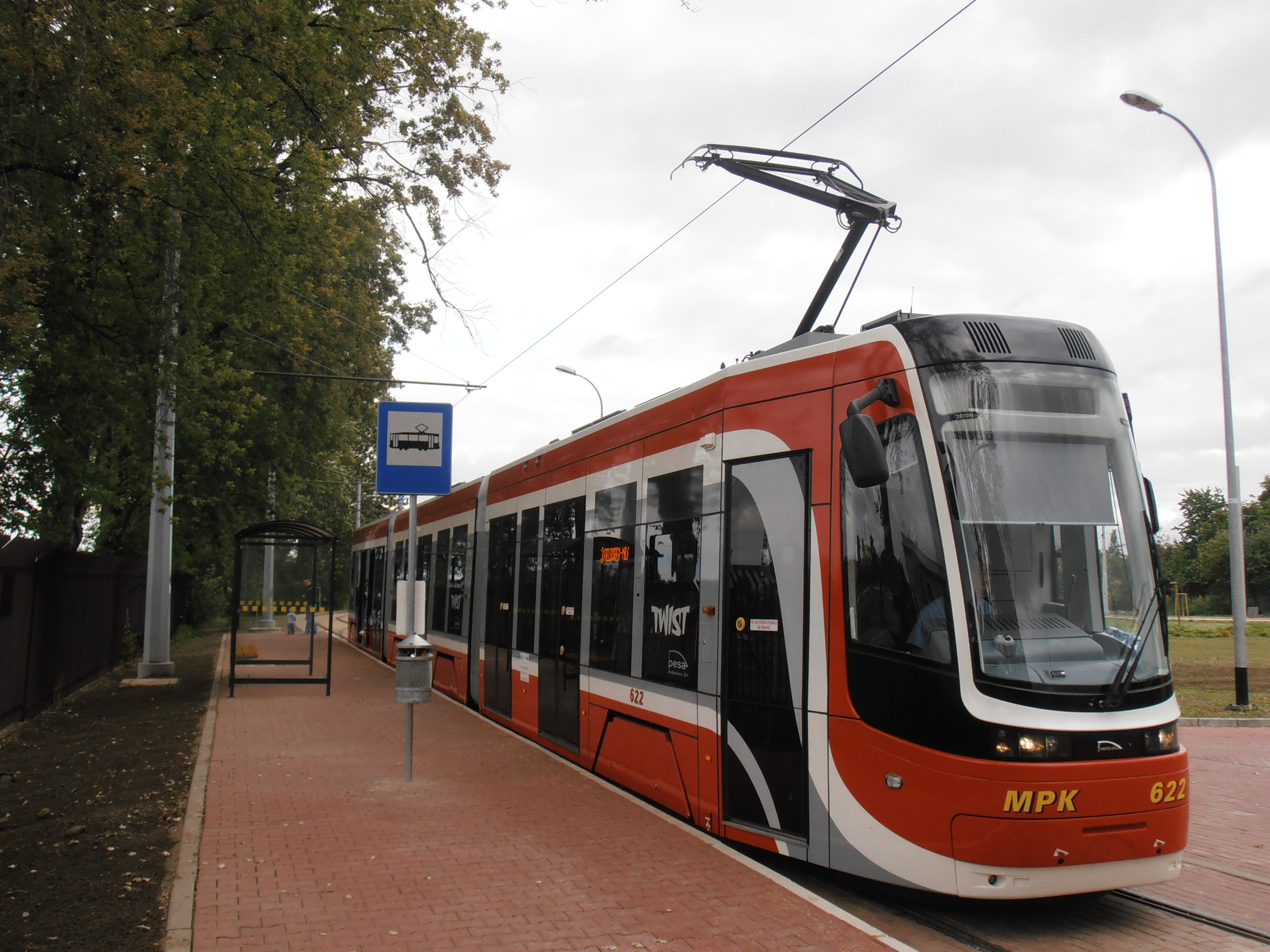
У Ченстохові
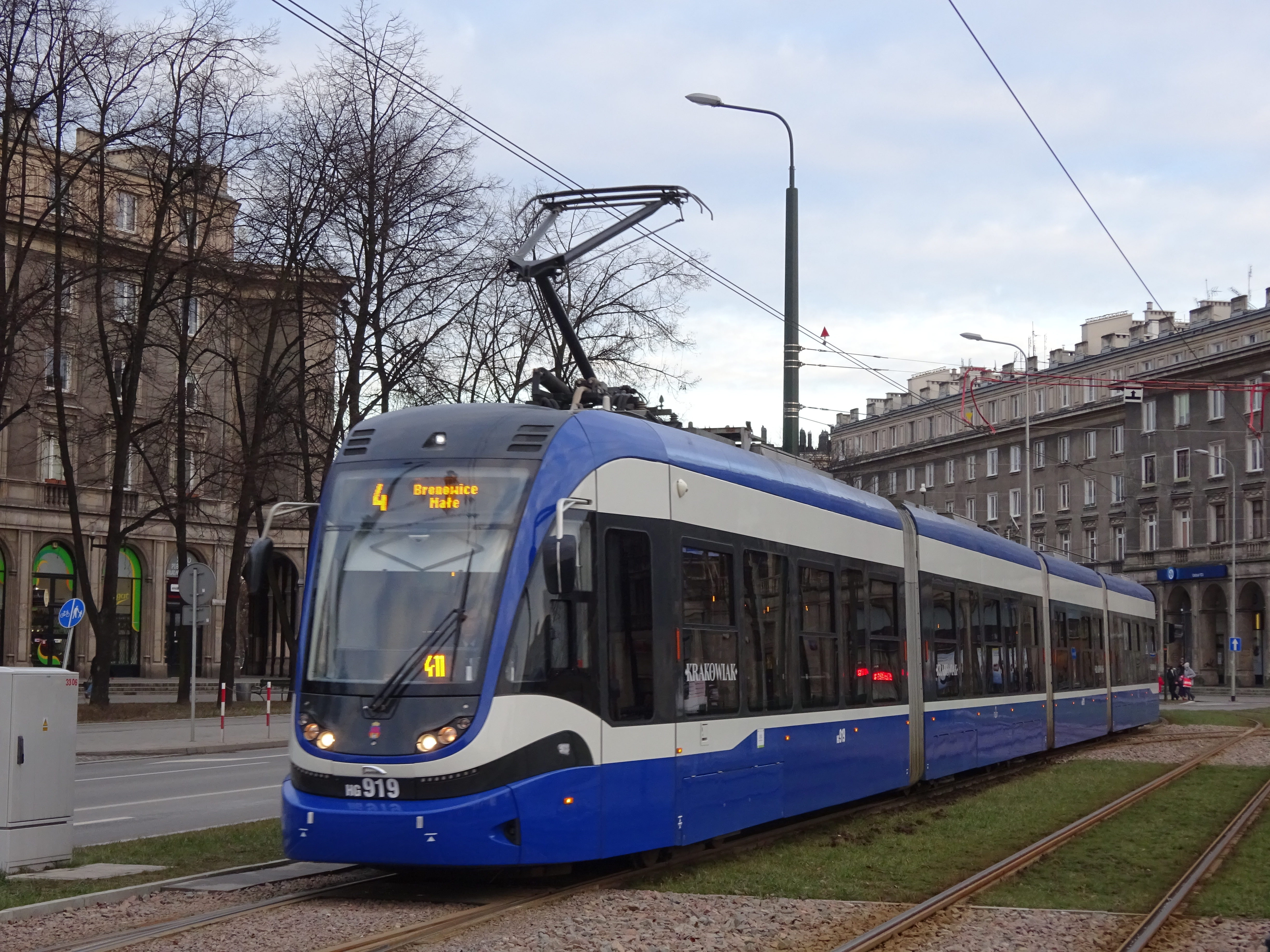
Краків'як, лінія №4
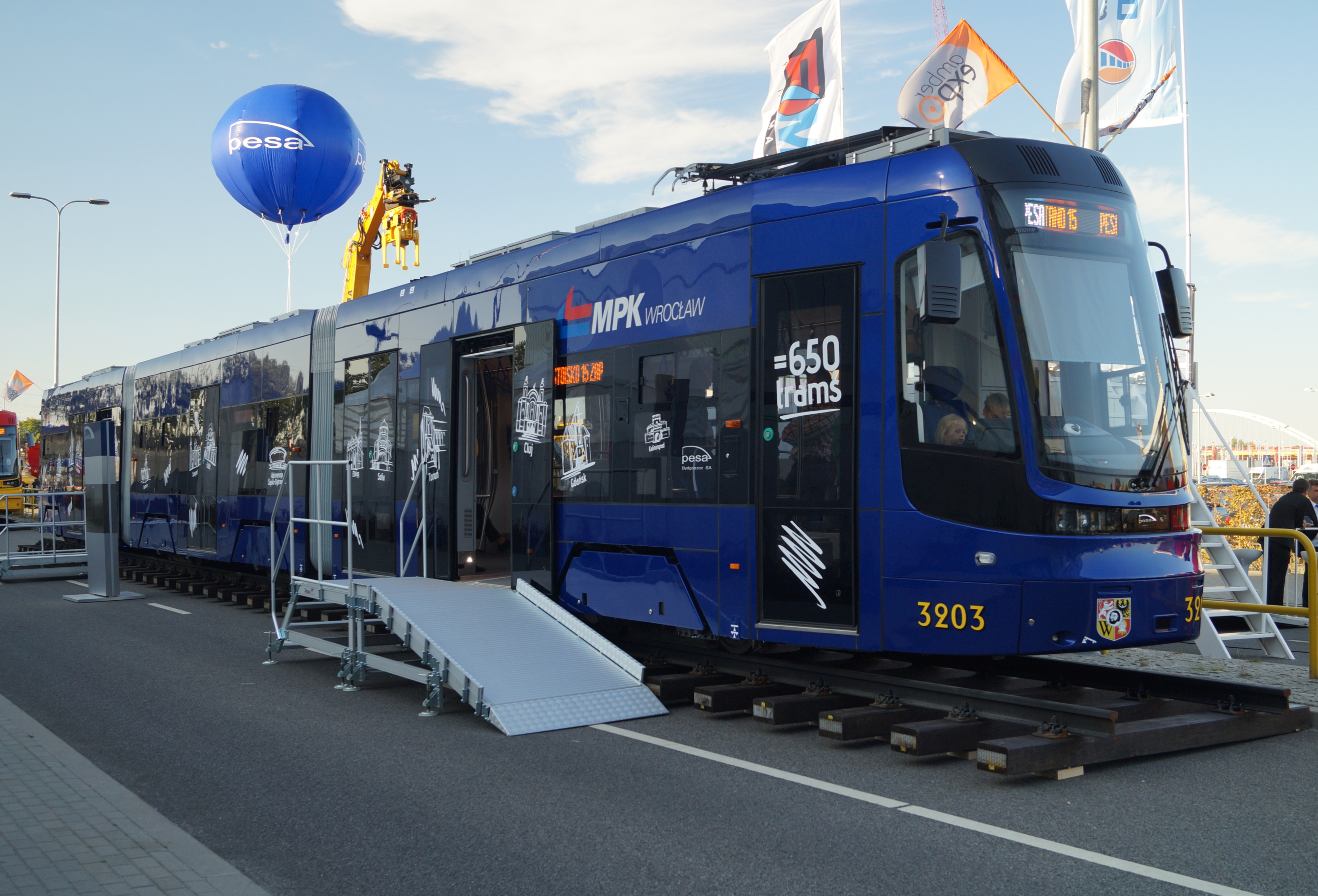
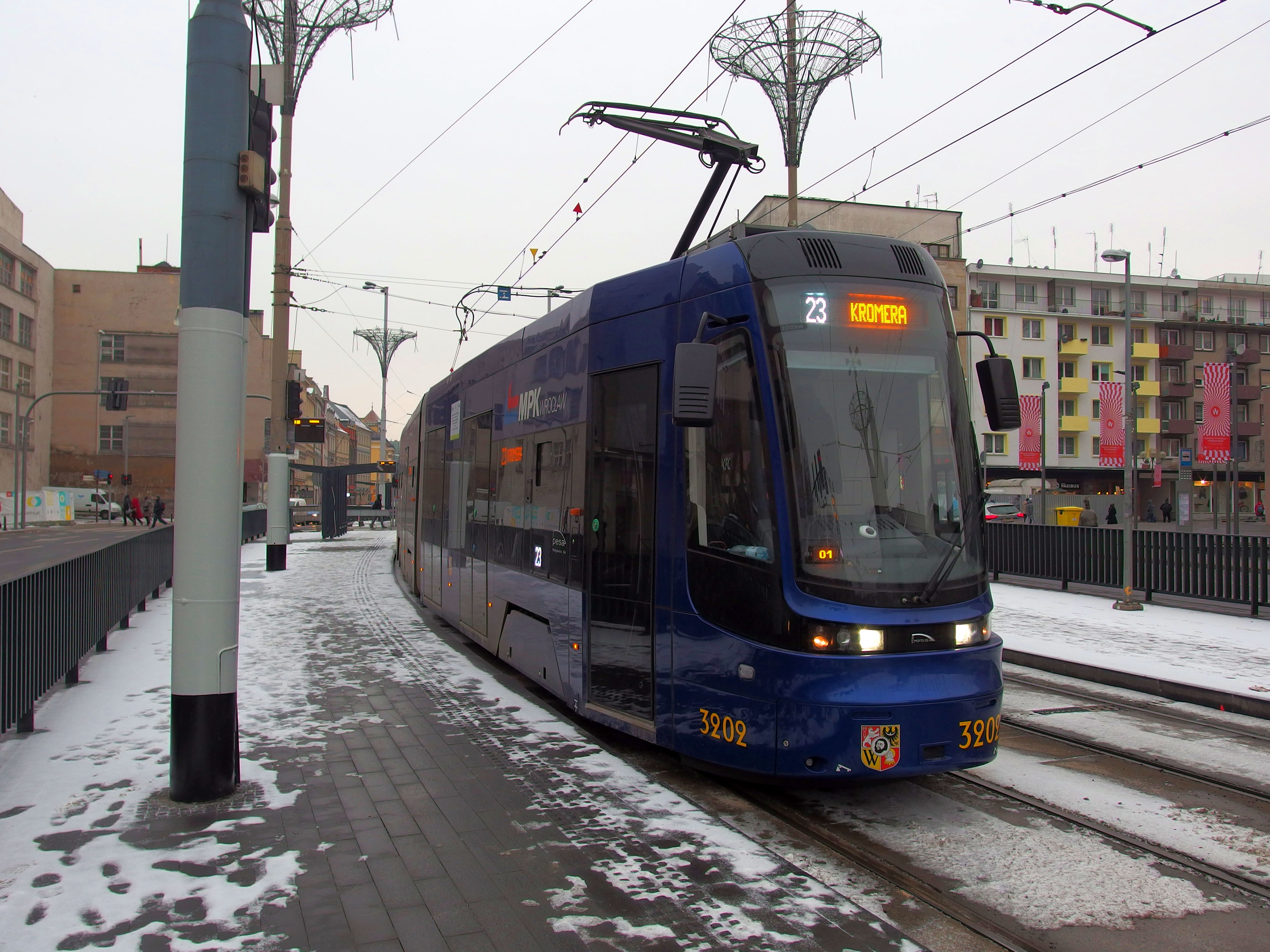
Вроцлав
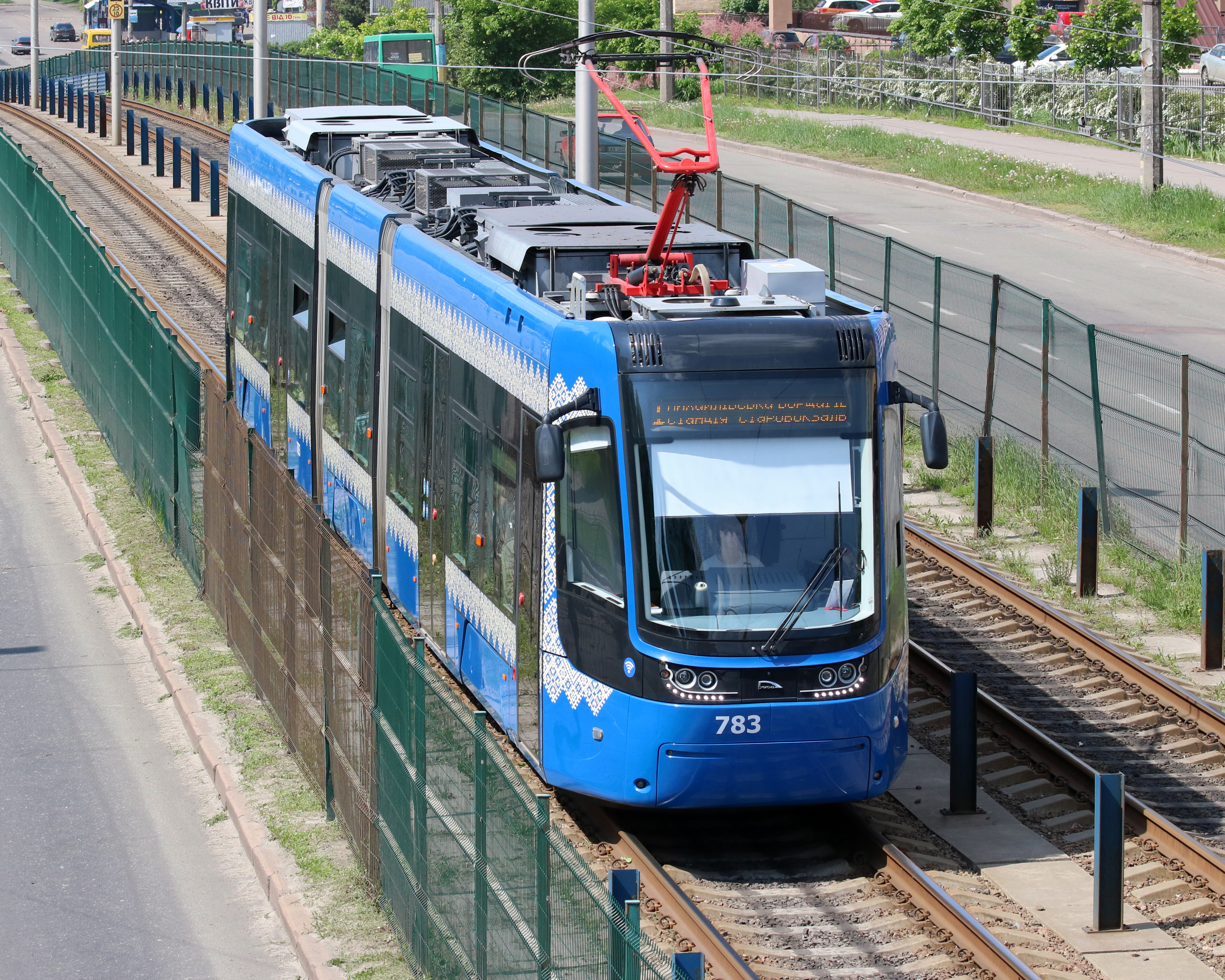
PESA 71-414K Fokstrot в Києві
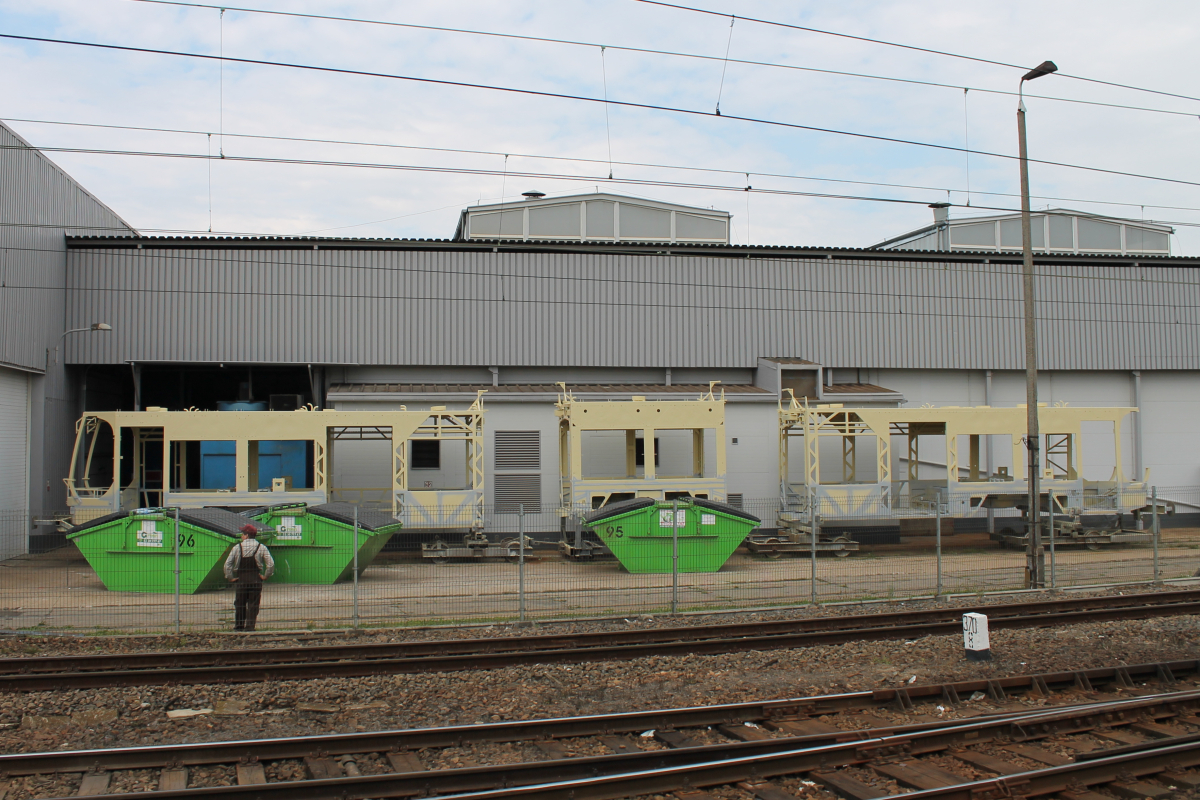
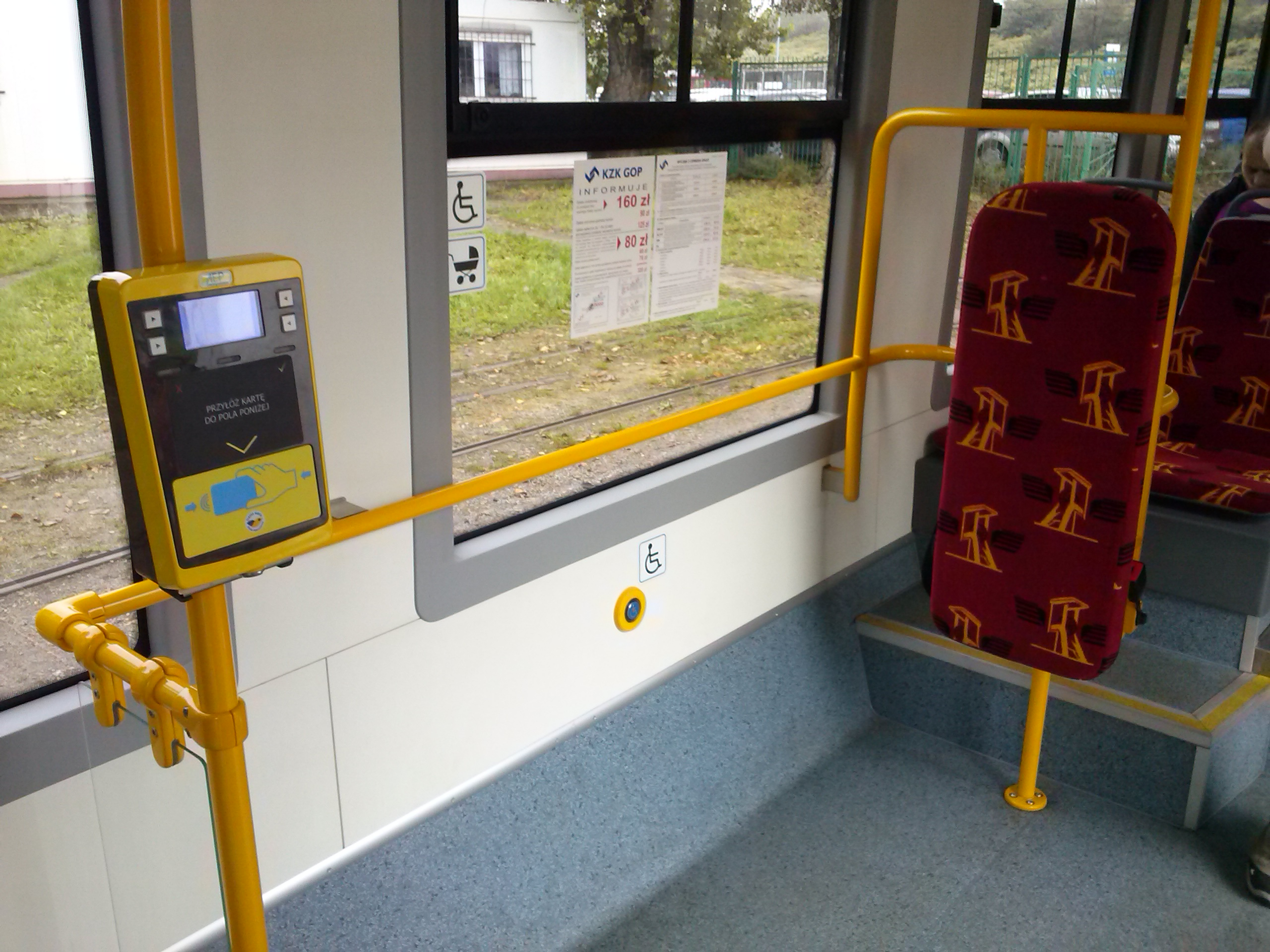
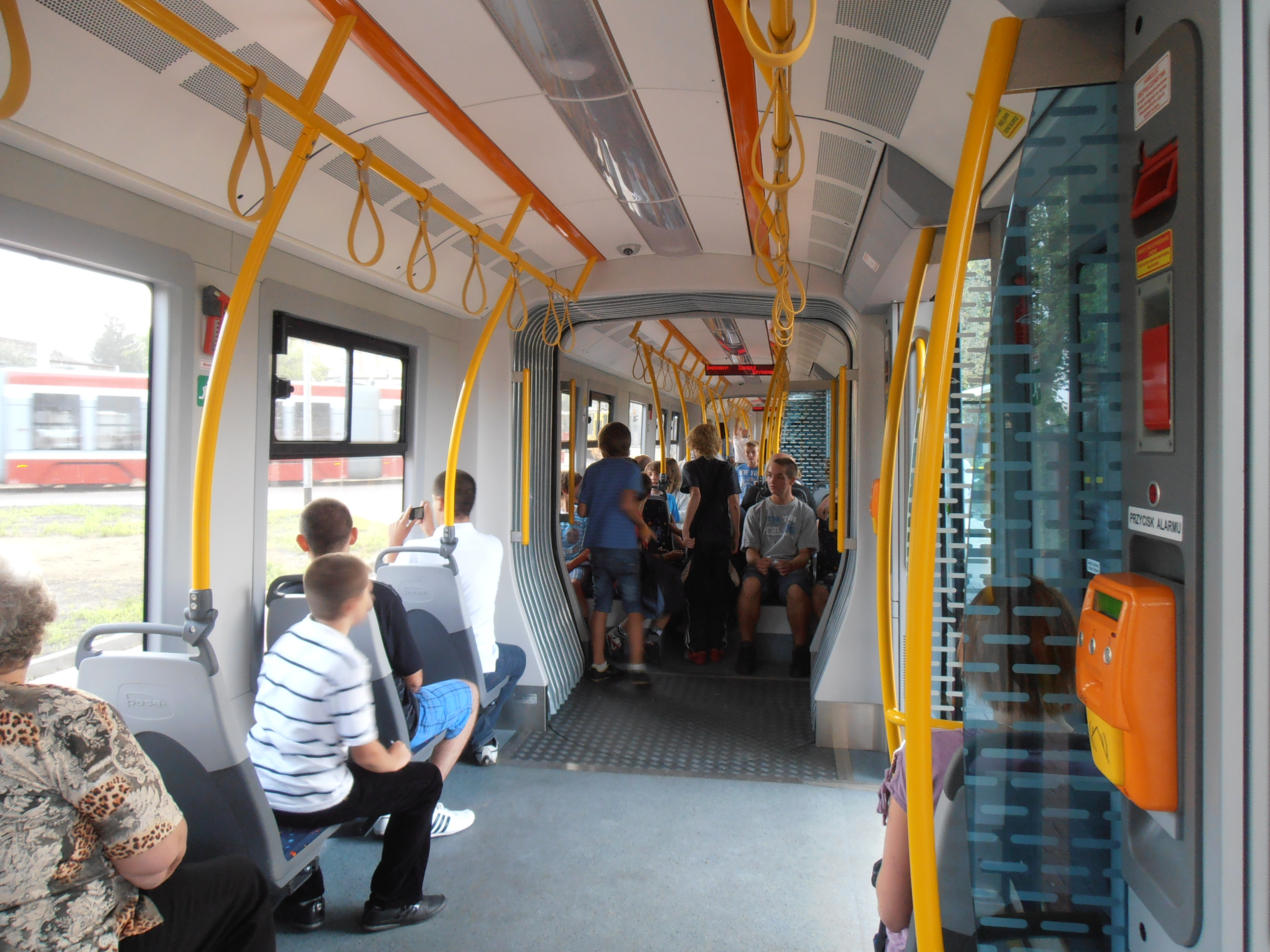
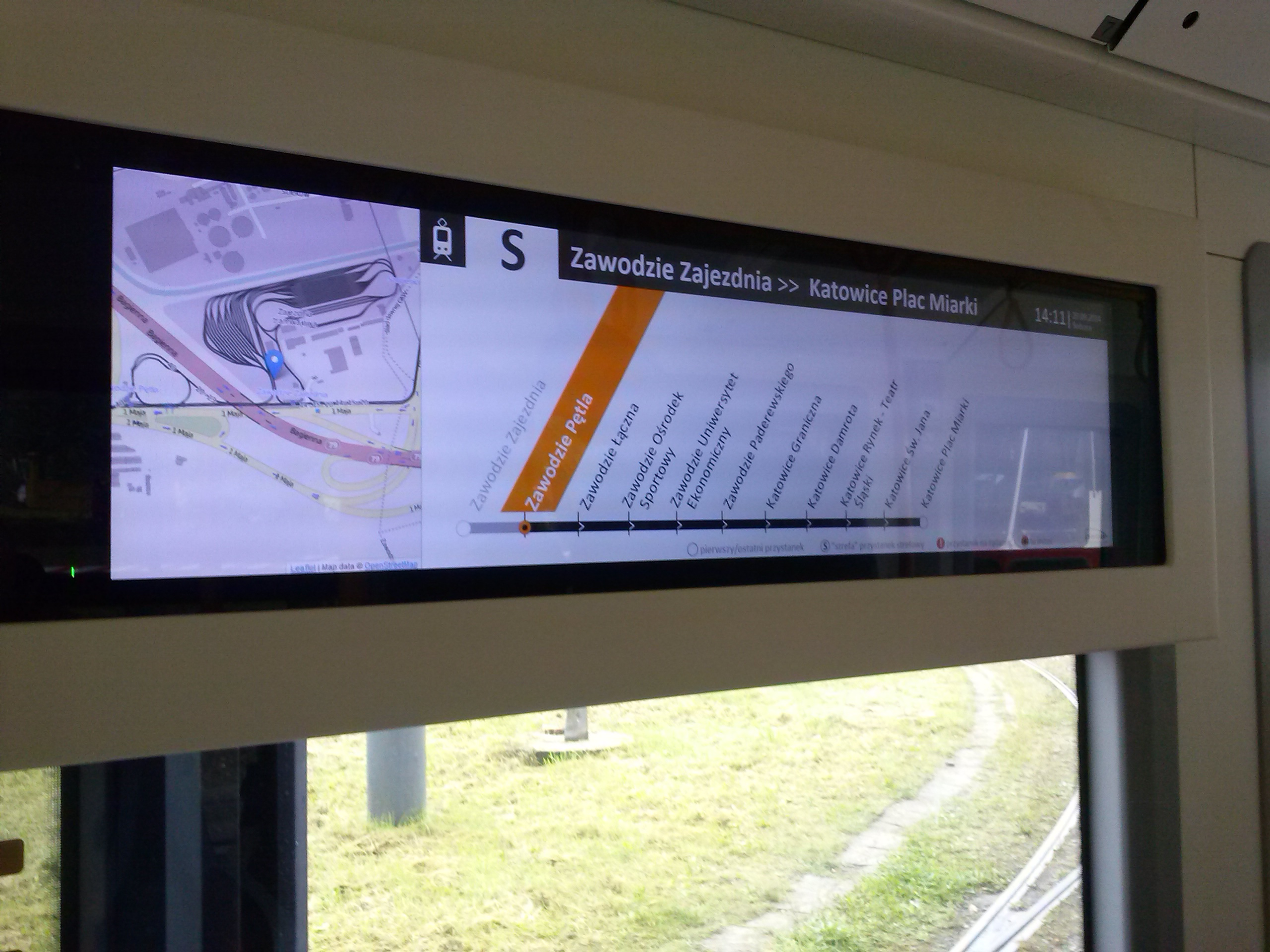
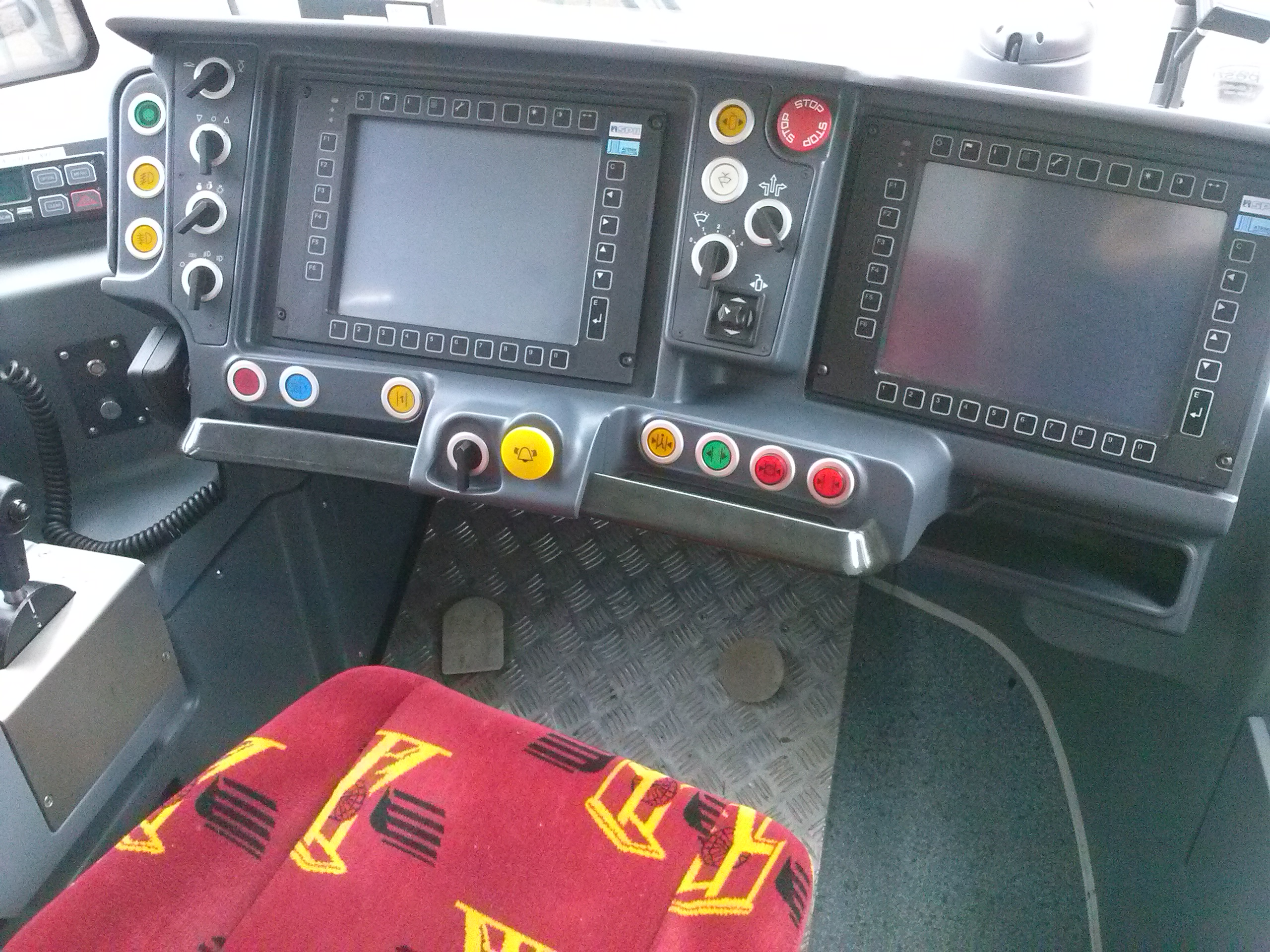